# Keiskammahoek
Keiskammahoek ist eine Stadt in der Gemeinde Amahlathi, Distrikt Amathole in der Provinz Eastern Cape in Südafrika. Sie liegt am Südabhang der Amathole-Berge. In ihrer Umgebung befinden sich zahlreiche ländliche Siedlungen. Nach der Volkszählung von 2011 leben hier etwa 4.429 Einwohner.

## Geschichte
Nach dem Siebten Grenzkrieg entstanden in Britisch-Kaffraria ab 1848 die ersten militärischen Ansiedlungen weißer Einwanderer. Etwa fünf Jahre später formierte sich auf Veranlassung des Gouverneurs der Kapkolonie die Siedlung Keiskammahoek zu einem regionalen Zentrum der militärischen Eroberung im Amathole-Gebiet. Während dieser Zeit zogen Mfengu aus südlich gelegenen Landesteilen in die Umgebung der Ortschaft. Dort lebten bereits isiXhosa sprechende Gruppen des Ngqika-Stammes, deren Land nach 1850 durch das britische Militär enteignet wurde. Erst ab 1858 wurde das Areal um Keiskammahoek zur Besiedlung durch Farmer aus der Kapkolonie freigegeben und auch weitere Mfengu zogen hinzu. Die sich dabei bildenden gemischten und schachbrettartigen angeordneten Siedlungsstrukturen von schwarzen und weißen Landbewohnern basierten auf militärischen und ökonomischen Überlegungen, um auf diese Weise eine bessere Kontrolle über Unruhen unter der indigenen Bevölkerung zu erlangen und den europäischen Farmern ausreichend Entwicklungsmöglichkeiten einzuräumen.
Bis 1937 wurde Keiskammahoek und dessen Umgebung von King William’s Town aus administrativ verwaltet. Wegen der gewachsenen Bedeutung der Region schuf man eine eigenständige Verwaltungseinheit, den Keiskammahoek magisterial district. Die Bodenqualität nahm jedoch mit der anhaltenden agrarischen Nutzung ab, da Überbevölkerung und insbesondere mangelhafte Landwirtschaftsmethoden über mehrere Jahrzehnte ohne Korrekturen hingenommen wurden. Keiskammahoek war mit seinem Distrikt bereits vor der Apartheid ein so genanntes Eingeborenenreservat (Native reserve) und zählte neben Middledrift sowie dem Glen-Grey-Distrikt zu den Siedlungsschwerpunkten dieser Art in der Ciskei. Angesichts der eingetretenen desaströsen Lage gründete man 1930 eine landwirtschaftliche Bildungseinrichtung bei Middledrift am Unterlauf des Keiskamma River, die Fort Cox Agricultural School.
In den späten 1940er Jahren untersuchte eine interdisziplinäre Gruppe von Wissenschaftlern der Rhodes-Universität das Gebiet im Umfeld der Stadt. Die zusammengefassten Arbeiten sind als Keiskammahoek Rural Survey bekannt geworden.
Keiskammahoek war nach der Volkszählung aus dem Jahre 2001 fast zu 100 Prozent von afrikanischer Bevölkerung bewohnt.

## Geographie
Das Stadtgebiet befindet sich am Zusammenfluss von Keiskamma River und Gxulu. Die Siedlung wird überregional durch die Regionalstraße R352 erschlossen, die von Dimbaza kommend weiter nach Stutterheim verläuft und dabei zwei kleine Gebirgspässe überwindet.
In Keiskammahoek gibt es ein Distrikt-Krankenhaus, Verwaltungen für das Munizipalgebiet sowie eine Polizei- und Poststation. Zehn Kilometer vom Ortszentrum entfernt befinden sich die Gebäude der Saint Matthew‘s Mission.
Die Geschichte von Keiskammahoek und seinem Umfeld ist mit einer lang anhaltenden land- und forstwirtschaftlichen Nutzung sowie einer intensiven Entwicklungsarbeit zwischen weißen Kolonisten und einheimischen Bevölkerungsgruppen verbunden. Die Stadt war einst ein Zentrum der Holz- und Landwirtschaft, das sich schließlich nach Stutterheim verlagert hat. Frühere agrar- und forstwirtschaftliche Unternehmungen haben hier erhebliche Umweltprobleme hinterlassen.
Im Umfeld der Stadt existieren landwirtschaftliche Versuchseinrichtungen, mit denen untersucht werden soll, in welchem Maße sich die invasive Pflanze Black Wattle (Acacia mearnsii) zur Hebung der Landeskultur nutzen lässt. Ferner gibt es Bemühungen zur Verbesserung des ländlichen Umfeldes und der Bodenqualität als Korrekturmaßnahme zu den Ergebnissen aus den Programmen zum Betterment Planning während der Apartheidperiode. Dazu eignet sich die von Australien stammende Pflanze Black Wattle, da sie durch ihre Widerstandsfähigkeit bei ungünstigen Lebensbedingungen geeignet ist, vormals abgebrannte Flächen und in Folge weiter zerstörte Böden neu zu besiedeln.

## Persönlichkeiten
- Hugo Lentz (* 1859 in Keiskammahoek; † 1944), Maschinenbauer und Erfinder